# 王爷庙 (自贡)
29°20′57″N 104°46′04″E / 29.34917°N 104.76778°E
王爷庙，位于中国四川省自贡市自流井区滨江路1号，是自贡市一座临河修的会馆，其正殿修建于清咸丰年代，在光绪年间进行了修复。但正殿和厢房在民国时因修公路遭到拆毁，现仅存一座两层戏楼和天井，但占地面积也达到了1000平方米。1985年被列为自贡市文物保护单位，1991年4月16日公佈為四川省第三批文物保護單位。隶属自贡市盐业历史博物馆。

## 历史
王爷庙因庙中供奉镇江王爷而得名，四川滩多水险，故沿江之地皆有此庙。根据《王爷庙会碑记》载，修建是王爷庙是为祈求神灵镇江王爷保佑人民不受水患，让水路通达平安，据考证，这镇江王爷一说为赵昱。，但也有一种说法是李冰或者二郎神:13。自流井王爷庙坐南朝北，南临釜溪河被称作“夹子口”的地方，修建在这个位置有：“锁住水口，以避钱财外溢”的民间风水理念。王爷庙是当年自流井的标志性建筑之一。在同治年间，王爷庙被《富顺县志》称作“一县胜景”:13-14。
王爷庙正殿修建于清代咸丰、同治年间，光绪年在胡汝修、王达之、李斐成等大盐商主持下斥巨资对王爷庙进行了大规模的修复与扩建，于于光绪二十二年（1896年）开工，在光绪三十二年（1902年）四月竣工。王爷庙的堡坎、戏楼工程由当时名工匠陈葆初主持，并使得王爷庙名誉全川。

## 结构

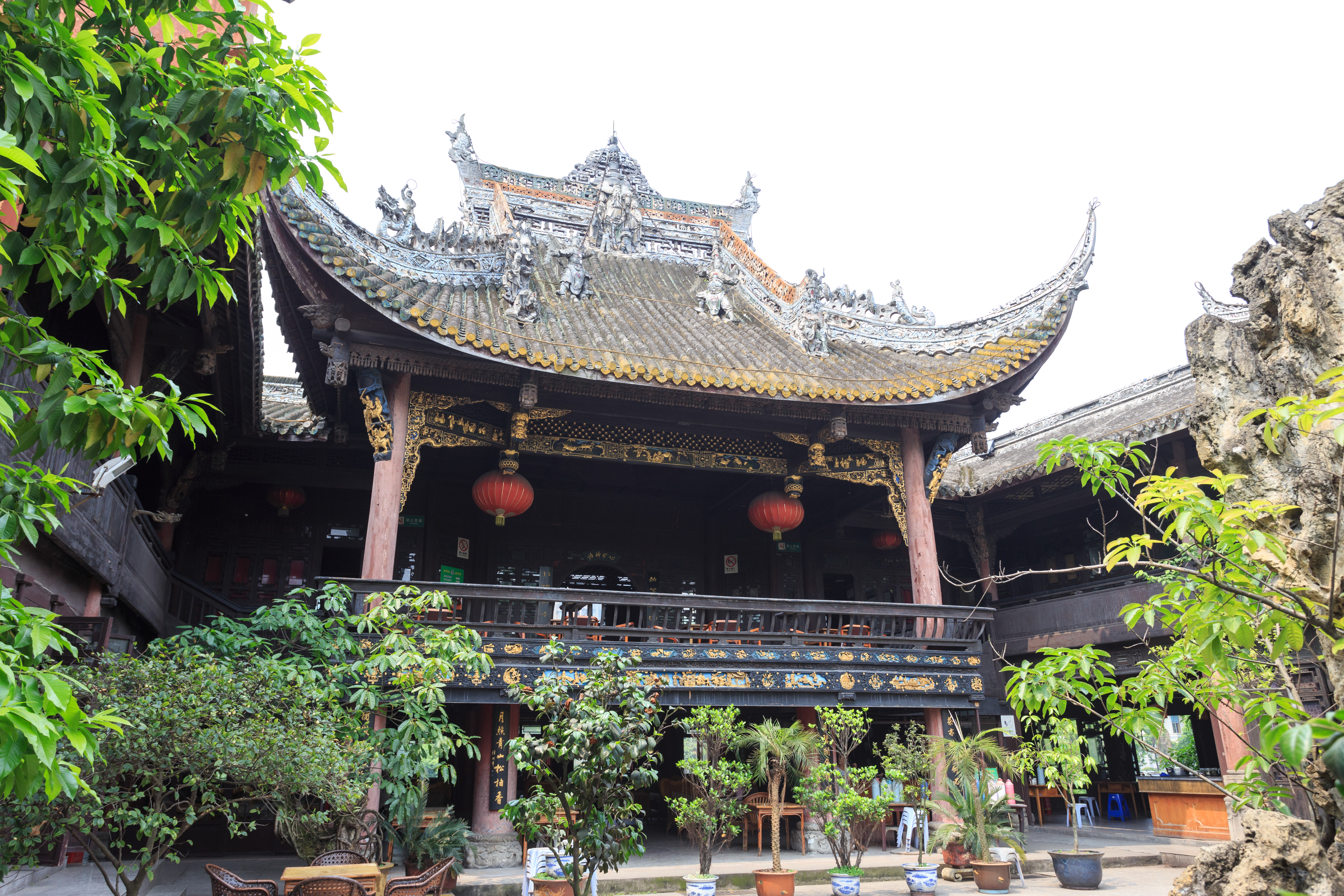
王爷庙戏台

在未遭摧毁前，王爷庙内部建筑布局沿中轴线分布，依次为戏楼、天井和正殿，两侧为对陈的厢房与走廊。整体成四合院造型，自成一体，并自南向北抬升。王爷庙现存总占地面积1000平方米:13，戏楼共两层，高8米，面阔三间26米，进深9.5米，依河而建，为梁木式结构，重檐歇山式屋顶。屋顶砖瓦为灰色筒瓦，四角翼然陡峭，屋顶正脊有一串火龙珠。有28根高2.5米的圆柱支撑戏楼二楼台楼面。戏楼底层为宽阔的大厅，戏台分两部分，高约4.1米。戏台后台含化妆间，临河，深3.5米，宽8.7米，与前台以圆形拱门和雕花镂空窗相隔。

## 图集
- 王爷庙南临釜溪河
- 王爷庙内部全景